# Hikajat prang
De hikajat prang Kompeuni is een verzameling Atjese heldendichten. De term komt oorspronkelijk van het Arabische Tadkirat ararkidin wat de vermaning der stilzittenden betekent. De heldendichten werd in de Atjehoorlog als propagandamiddel ingezet tegen de kafirs (Nederlanders). In de periode van 16 juli tot 4 februari 1892 verbleef Christiaan Snouck Hurgronje in Atjeh. Hij was de eerste Nederlander die een uitgebreid verslag schreef over de traditionele leefwijze van het Atjese volk. Zonder zijn verslag had Nederland nooit gehoord van de Hikajat prang kompeuni. Hurgronje ontmoette tijdens zijn reis de Atjese dichter Dokarim en kwam erachter dat deze dichters overal naartoe reisden om hun boodschap af te kondigen.
De gedichten gingen vaak over het falen van het KNIL, maar ook over personen als bijvoorbeeld Karel van der Heyden, die door Atjeeërs spottend generaal-eenoog wordt genoemd.